# Afer pseudofusinus
Afer pseudofusinus is een slakkensoort uit de familie van de Buccinidae. De wetenschappelijke naam van de soort is voor het eerst geldig gepubliceerd in 2000 door Fraussen & Hadorn.